# Copa Record Rio de Futebol
A Copa Record Rio de Futebol foi um campeonato profissional realizado entre 21 de outubro e 3 de dezembro de 2005, de responsabilidade da Federação de Futebol do Estado do Rio de Janeiro, em parceria com a Rede Record. Segundo o Jornal do Brasil, a competição era oficial pela Federação de Futebol do Rio de Janeiro, sendo que a competição foi disputada para manter em atividade jogadores novos e sem oportunidade nos clubes, os clubes a disputavam com times mistos de jogadores reservas e juniores.

## Fórmula de Disputa
Na primeira fase do torneio, os times foram separados em dois grupos numericamente iguais. As equipe deviam enfrentar os adversários do outro grupo, em turno único, classificando-se as duas melhores equipes de cada grupo para as semifinais.
Na semifinal, cruzavam-se, em jogo único, o primeiro e segundo lugares de cada grupo. Os vencedores de suas respectivas chaves adquiriam o direito de disputar a final, também realizada em uma só partida.

## Clubes Participantes
Grupo A
- Campo Grande
- Flamengo
- Olaria
- Portuguesa
- São Cristóvão

Grupo B
- Bonsucesso
- Botafogo
- Ceres
- Estácio de Sá
- Villa Rio

## 1ª Fase
Grupo A

|     | Equipe        | Pts | J  | V  | E  | D  | GP | GC | SG  | AP     |
| 01º | Olaria        | 12  | 05 | 04 | 00 | 01 | 11 | 03 | 08  | 80,00% |
| 02º | Flamengo      | 10  | 05 | 03 | 01 | 01 | 07 | 02 | 05  | 66,66% |
| --- | ------------- | --- | -- | -- | -- | -- | -- | -- | --- | ------ |
| 03º | Campo Grande  | 07  | 05 | 02 | 01 | 02 | 04 | 05 | -01 | 46,66% |
| 04º | Portuguesa    | 04  | 05 | 00 | 04 | 01 | 04 | 05 | -01 | 26,66% |
| 05º | São Cristovão | 03  | 05 | 00 | 03 | 02 | 02 | 04 | -02 | 20,00% |

Grupo B

|     | Equipe        | Pts | J  | V  | E  | D  | GP | GC | SG  | AP     |
| 01º | Ceres         | 08  | 05 | 02 | 02 | 01 | 06 | 07 | -01 | 53,33% |
| 02º | Estácio de Sá | 07  | 05 | 02 | 01 | 02 | 05 | 04 | 01  | 46,66% |
| --- | ------------- | --- | -- | -- | -- | -- | -- | -- | --- | ------ |
| 03º | Villa Rio     | 06  | 05 | 01 | 03 | 01 | 04 | 05 | -01 | 40,00% |
| 04º | Botafogo      | 05  | 05 | 01 | 02 | 02 | 03 | 04 | -01 | 33,33% |
| 05º | Bonsucesso    | 04  | 05 | 01 | 01 | 03 | 01 | 08 | -07 | 26,66% |

Rodada 1
- Bonsucesso 0x4 Flamengo
- São Cristóvão 1x1 Botafogo
- Portuguesa 1x1 Estácio de Sá
- Olaria 3x0 Ceres
- Campo Grande 1x1 Villa Rio

Rodada 2
- Flamengo 1x1 Ceres
- Villa Rio 0x0 São Cristóvão
- Bonsucesso 0x0 Portuguesa
- Olaria 1x2 Botafogo
- Estácio de Sá 3x1 Campo Grande

Rodada 3
- Estácio de Sá 0x1 Flamengo
- São Cristóvão 1x1 Ceres
- Portuguesa 1x1 Villa Rio
- Bonsucesso 0x3 Olaria
- Campo Grande 1x0 Botafogo

Rodada 4
- Flamengo 0x1 Villa Rio
- São Cristóvão 0x1 Bonsucesso
- Botafogo 0x0 Portuguesa
- Olaria 1x0 Estácio de Sá
- Ceres 1x0 Campo Grande

Rodada 5
- Botafogo 0x1 Flamengo
- Estácio de Sá 1x0 São Cristóvão
- Ceres 3x2 Portuguesa
- Villa Rio 1x3 Olaria
- Campo Grande 1x0 Bonsucesso

## 2ª Fase
|  | Semifinais    | Semifinais |       |  | Final                  | Final |  |
|  |               |            |       |  |                        |       |  |
|  |               |            |       |  |                        |       |  |
|  | Olaria        | 2          |       |  |                        |       |  |
|  | Estácio de Sá | 1          |       |  |                        |       |  |
|  |               |            |       |  |                        |       |  |
|  |               |            |       |  | 02 de Dezembro de 2005 |       |  |
|  |               |            |       |  | Olaria                 | 0 (4) |  |
|  |               | Flamengo   | 0 (5) |  |                        |       |  |
|  |               |            |       |  |                        |       |  |
|  |               |            |       |  |                        |       |  |
|  |               |            |       |  |                        |       |  |
|  |               |            |       |  |                        |       |  |
|  | Ceres         | 1          |       |  |                        |       |  |
|  | Flamengo      | 2          |       |  |                        |       |  |

### Ficha Técnica da Final
| 2 de dezembro | Olaria | 0 – 0 | Flamengo | Estádio da Rua Bariri, Olaria, Rio de Janeiro |
|               |        |       |          |                                               |

|  |       | Penalidades                                         |  |
|  | 4 – 5 | Geninho · Robson · Eder · Marcelinho · Fábio Júnior |  |

| Olaria | Flamengo |

| G          | 1  | Wilson           |  |    |
| LD         | 2  | Marcelinho       |  |    |
| Z          | 3  | Thiago Campos    |  |    |
| Z          | 4  | Carlos Alexandre |  |    |
| LE         | 6  | Fábio            |  | a' |
| V          | 7  | Elan             |  |    |
| V          | 5  | Yuri             |  |    |
| V          | 8  | Robson           |  |    |
| A          | 10 | Geninho          |  | b' |
| A          | 9  | Fabiano Oliveira |  |    |
| A          | 11 | Fábio Júnior     |  |    |
| Reservas:  |    |                  |  |    |
| LE         | '  | Igor Nakamura    |  | a' |
| A          | '  | Eder             |  | b' |
| Treinador: |    |                  |  |    |
| Liminha    |    |                  |  |    |

## Classificação
1º-Flamengo
2º-Olaria
3º-Ceres
4º-Estádio de Sá
5º-Campo Grande
6º-Villa Rio
7º-Botafogo
8º-Portuguesa
9º-Bonsucesso
10º-São Cristóvão